# سومیتومو کورپوریشن

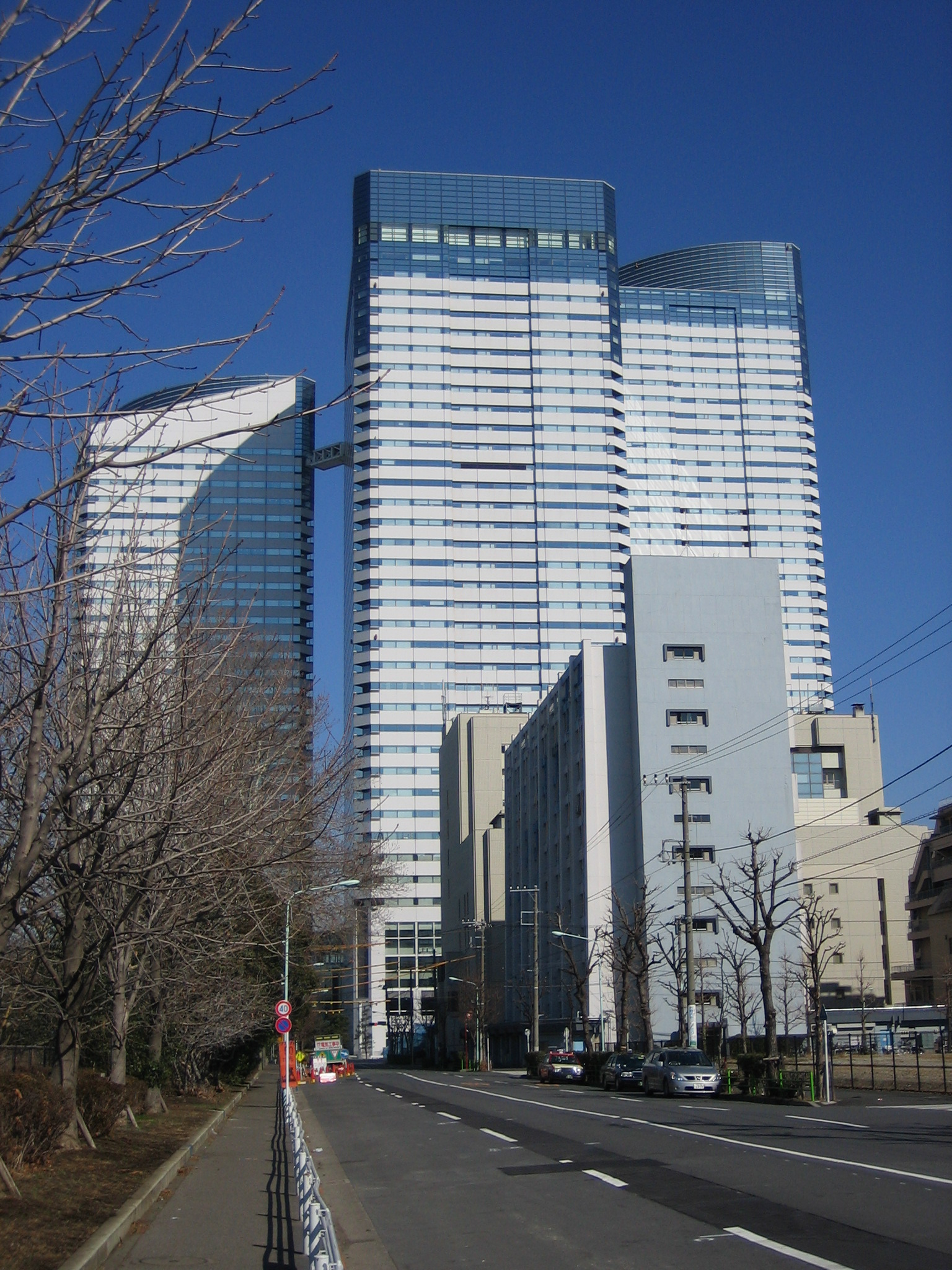
ساختمان مرکزی شرکت سومیتومو

سومیتومو کورپوریشن (به ژاپنی: 住友商事株式会社) شرکت بازرگانی ژاپنی است، که در زمینه تجارت و عمده‌فروشی فلزات، ماشین‌آلات صنعتی، هواگردهای ترابری نظامی، مواد غذایی، همچنین تجهیزات ساخت‌وساز و زیرساخت فعالیت می‌کند.
شرکت سومیتومو در سال ۱۹۱۹ تأسیس شد و هم‌اکنون به‌عنوان زیرمجموعه‌ای از گروه سومیتومو، پس از شرکت‌های میتسوبیشی و میتسویی اند کو. سومین شرکت بازرگانی ژاپن می‌باشد.
دفتر مرکزی این شرکت در شهر چوئو، توکیو، ژاپن قرار دارد و بخشی از سهام آن در بازارهای بورس توکیو، بورس اوساکا، بورس ناگویا و بورس فوکوکا معامله می‌شود.